# 1159 Ґранада
1159 Ґранада (1159 Granada) — астероїд головного поясу, відкритий 2 вересня 1929 року.
Тіссеранів параметр щодо Юпітера — 3,502.